# Südbrookmerland
Südbrookmerland est une commune allemande située dans l'arrondissement d'Aurich, en Frise orientale, dans le nord-ouest du Land de Basse-Saxe.

## Géographie
Südbrookmerland est située sur la presqu'île de Frise orientale.

### Climat
| Mois                     | jan. | fév. | mars | avril | mai  | juin | jui. | août | sep. | oct. | nov. | déc. |
| ------------------------ | ---- | ---- | ---- | ----- | ---- | ---- | ---- | ---- | ---- | ---- | ---- | ---- |
| Température moyenne (°C) | 1    | 1,3  | 3,7  | 6,9   | 11,5 | 14,6 | 16   | 15,9 | 13,2 | 9,6  | 5,2  | 2,2  |
| Ensoleillement (h)       | 37   | 64   | 103  | 160   | 212  | 199  | 188  | 194  | 132  | 92   | 47   | 29   |
| Précipitations (mm)      | 66,6 | 43,1 | 57,9 | 48,2  | 57,8 | 83,8 | 82,1 | 78,6 | 76,6 | 76,2 | 84,4 | 74,3 |

## Histoire
La commune de Südbrookmerland a été créée le 1er juillet 1972 lors de la fusion des communes de Bedekaspel, Forlitz-Blaukirchen, Moordorf, Moorhusen, Münkeboe, Oldeborg, Theene, Uthwerdum, Victorbur et Wiegboldsbur qui en forment aujourd'hui les dix quartiers.